# Husqvarna Corona
Husqvarna Corona var en moped som tillverkades hos Husqvarna i Huskvarna åren 1958 till 1960. Det var en scootermodell med bland annat vindskydd för benen och bensintanken inbyggd under sadeln.
Coronan fanns i två färgsättningar: solgul med svart dekor respektive körsbärsröd med gräddvit dekor. Sadeln var i svart konstläder och kunde fällas upp för att komma åt bensintanken. Motorn var en tvåväxlad så kallad "äggmotor" på 49 cc med kickstart med cykelpedaler. Växellådan hade en tandrem mellan kopplingen och vevpartiet, istället för ett kugghjul som var det vanligare.
Mopeden hade vridbart Magura-växelreglage på styret, och den hade en toppfart på ca 25 km/h på plan mark. Bensintankens kapacitet var på 5,5 liter. Noterbart är även att mopeden var utrustad med frihjul på den högre växeln.